# Cyathea poeppigii
Cyathea poeppigii é uma espécie de planta do gênero Cyathea e da família Cyatheaceae. 

## Taxonomia
A espécie foi descrita em 1929 por Karel Domin. 
Os seguintes sinônimos já foram catalogados:  
- Alsophila poeppigii  Hook.
- Alsophila bakeri  Sodiro
- Alsophila coriacea  Rosenst.
- Alsophila elongata  Hook.
- Alsophila impressa  Fée
- Alsophila plagiopteris  Mart.
- Alsophila quitensis  C.Chr.
- Alsophila sprucei  Hook.
- Alsophila tijucensis  (Fée) Domin
- Alsophila tumacensis  J.Sm.
- Cyathea coriacea  (Rosenst.) Domin
- Cyathea impressa  (Fée) Domin
- Cyathea oreites  Domin
- Cyathea quitensis  (C.Chr.) Domin
- Cyathea tijucensis  (Fée) Domin

## Forma de vida
É uma espécie terrícola e arbustiva. 

## Descrição
Plantas
arborescentes. Caule ereto, de até 2 metros de altura. Frondes 1de ,0-1,34 metros de comprimento; pecíolos tuberculados ou com acúleos,
glabros, indumento furfuráceo ausente, exceto na base do pecíolo composto por
tricomídios aracnóides setíferos ou ausentes e escâmulas contorcidas; escamas da base do pecíolo conformes a
marginadas, oval-lanceoladas, concolores, brilhantes, alvacentas com as porções
basal ou central estreita um pouco mais escuras, margem denteadas, com seta
castanho-escuras, peltada ou base auriculada, ápice acuminado.
A lâmina foliar é 2-pinado-pinatissecta, ápice
gradualmente reduzido, sem pina apical conforme, tecido laminar glabro ou com
tricomas tortuosos; raque tuberculada ou com acúleos menores que os do pecíolo, superfície adaxial com
tricomas simples, superfície abaxial com tricomas ramificados e/ou simples ou
glabra; ráquila ou raque secundária da
pina na superfície adaxial com tricomas simples, superfície abaxial com
tricomas ramificados e/ou simples ou glabra; costas das pinas e cóstulas
dos lobos das pínulas superfície abaxial com escâmulas planas, reniformes a
ovoides, assimétricas, margem fimbriada, ápice agudo, setífero ou não, estramíneas; pinas longo
pecioluladas, alternas; pínulas sésseis
a curto pecioluladas, pinatissectas, base truncada ou cordada, ápice caudado a
atenuado; lobos da pínulas
triangulares, ápice agudo ou lobos oblongos de ápice arredondado (devido as
margens revolutas) nas pínulas férteis, margem inteira; nervuras secundárias livres, bifurcadas. 
Tem soros medianos; indúsio ausente;
paráfises mais longas que os
esporângios.  
| Caule                         | Caule                                                                                   |
| ----------------------------- | --------------------------------------------------------------------------------------- |
| tipo                          | cáudice                                                                                 |
| Folha                         |                                                                                         |
| emergência na base do pecíolo | com acúleo/tuberculado                                                                  |
| indumento do pecíolo          | sem indumento furfuráceo/com escâmula/com tricomídio/glabro/escama lustrosa             |
| escama da base do pecíolo     | concolor/branca/com seta preta/oval lanceolada/margem denticulada denteada              |
| lâmina                        | bipinada pinatissecta/ápice gradual reduzido/sem pina apical conforme                   |
| pinas pínula                  | curto peciolulada/longo peciolulada/subséssil/ápice pínula atenuado/margem lobo inteira |
| cóstula e nervura abaxial     | com escama plana                                                                        |
| nervura                       | livre                                                                                   |
| Tipo de esporângio            |                                                                                         |
| soro                          | mediano                                                                                 |
| indúsio                       | ausente                                                                                 |
| paráfises                     | maior que esporângio                                                                    |

## Conservação
A espécie faz parte da Lista Vermelha das espécies ameaçadas do estado do Espírito Santo, no sudeste do Brasil. A lista foi publicada em 13 de junho de 2005 por intermédio do decreto estadual nº 1.499-R. 

## Distribuição
A espécie é encontrada nos estados brasileiros de Minas Gerais e Rio de Janeiro. 
A espécie é encontrada nos  domínios fitogeográficos de Cerrado e Mata Atlântica, em regiões com vegetação de floresta estacional semidecidual e floresta ombrófila pluvial.